# Eucalyptus melanophloia
Eucalyptus melanophloia ist eine Pflanzenart innerhalb der Familie der Myrtengewächse (Myrtaceae). Sie kommt im Norden und Nordosten von New South Wales, im Osten und im Zentrum von Queensland sowie im Zentrum des Northern Territory vor und wird dort „Broad-leaved Ironbark“, „Silver-leaved Ironbark“ oder „Silver Ironbark“ genannt.

## Beschreibung

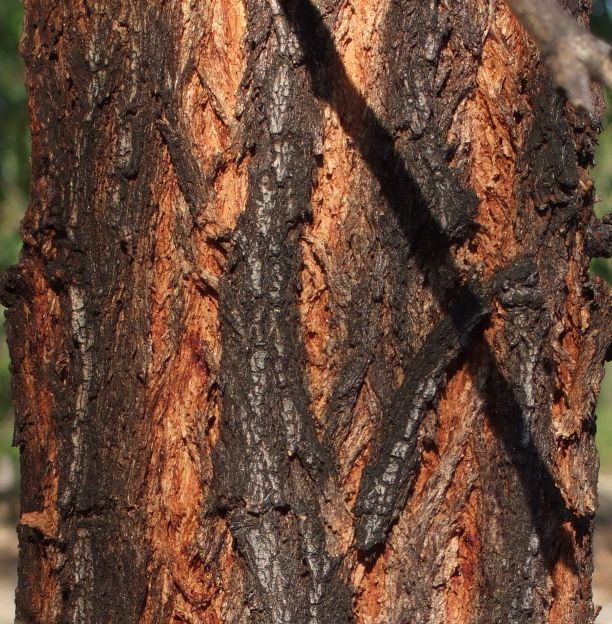
Borke

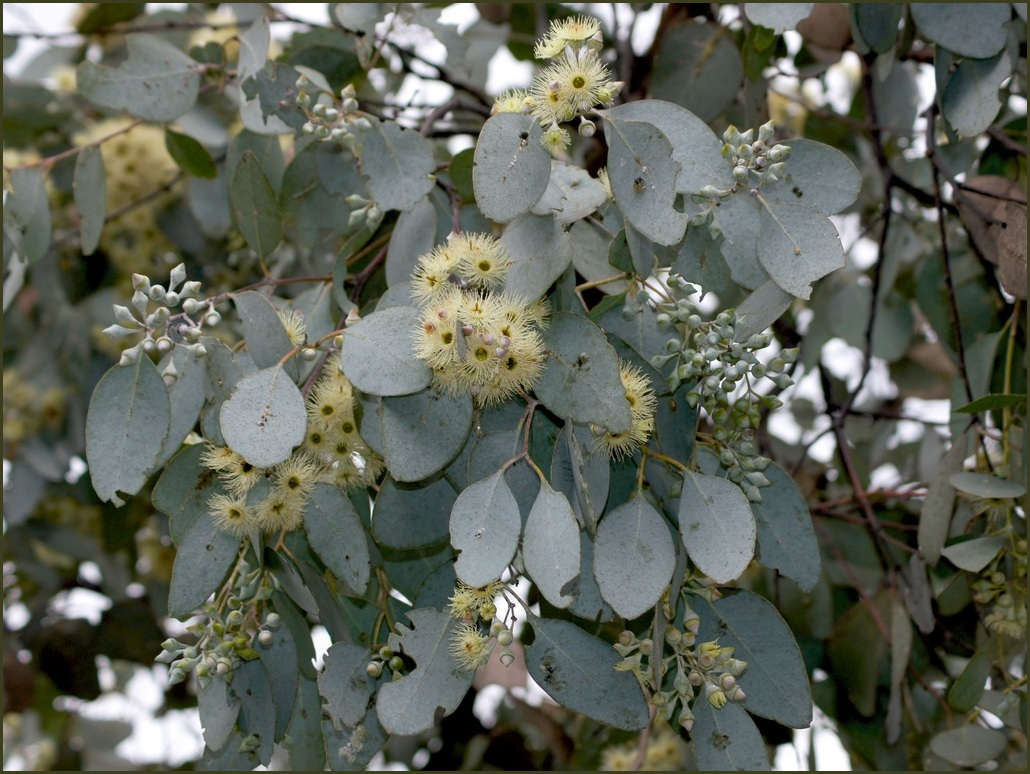
Laubblätter und Blütenstände mit Blütenknospen oder Blüten

### Erscheinungsbild und Blatt
Eucalyptus melanophloia wächst als Baum, der Wuchshöhen von bis über 20 Meter erreicht. Die Borke verbleibt am gesamten Baum, ist grau-schwarz und geschrundet („Ironbark“). Die kleinen Zweige besitzen eine grüne Rinde. Im Mark der jungen Zweige gibt es Öldrüsen, nicht jedoch in der Borke. Der Stammdurchmesser erreicht über 60 Zentimeter.
Bei Eucalyptus melanophloia liegt Heterophyllie vor. An jungen Exemplaren sind die Laubblätter ei- bis kreisförmig und blaugrün bemehlt oder bereift. Bei mittelalten Exemplaren sind die sitzenden Laubblätter bei einer Länge und einer Breite von je etwa 10 cm  ei- bis kreisförmig, gerade, ganzrandig und blaugrün bemehlt oder bereift. Die blaugrün bemehlten oder bereiften, gegenständigen Laubblätter an erwachsenen Exemplaren mit gleichfarbiger Ober- und Unterseiten sind bei einer Länge von 5 bis 9 cm und einer Breite von 2,0 bis 3,5 cm breit-lanzettlich, ei- oder herzförmig, relativ dick, gerade, verjüngen sich zur Spreitenbasis hin und besitzen ein stumpfes oder rundes oberes Ende. Die kaum erkennbaren Seitennerven gehen in mittleren Abständen in einem spitzen oder stumpfen Winkel vom Mittelnerv ab. Soweit vorhanden sind bis zu 3 mm langen Blattstiele stielrund, schmal abgeflacht oder kantig. Die Keimblätter (Kotyledone) sind verkehrt-nierenförmig.

### Blütenstand und Blüte
Seiten- oder endständig an einem bei einer Länge von 4 bis 16 mm und einem Durchmesser von bis zu 3 mm im Querschnitt stielrunden, schmal abgeflachten oder kantigen Blütenstandsschaft stehen in zusammengesetzten Gesamtblütenständen unregelmäßig etwa siebenblütige Teilblütenstände. Die 1 bis 7 mm langen Blütenstiele sind stielrund. Die blaugrün bemehlten oder bereiften Blütenknospen sind bei einer Länge von 7 bis 9 mm und einem Durchmesser von 3 bis 5 mm kurz spindelförmig. Die Kelchblätter bilden eine Calyptra, die früh abfällt. Die glatte Calyptra ist konisch, ein- bis zweimal so lang wie der glatte oder gerippte Blütenbecher (Hypanthium) und so breit wie oder schmaler als dieser. Alle Staubblätter sind fruchtbar (fertil). Die Blüten sind weiß oder cremeweiß.

### Frucht
Die gestielte Frucht ist bei einer Länge und einem Durchmesser von je von 3 bis 8 mm kugelig, halbkugelig, ei- oder urnenförmig und vierfächerig. Der Diskus ist eingedrückt, die Fruchtfächer sind auf der Höhe des Randes oder stehen heraus.

## Vorkommen
Das natürliche Verbreitungsgebiet von Eucalyptus melanophloia ist der Norden und Nordosten von New South Wales, nördlich von Dubbo, sowie der Osten und das Zentrum von Queensland und das Zentrum des Northern Territory.
Eucalyptus melanophloia wächst weitverbreitet und häufig in Hartlaub- oder grasigen Wäldern auf leichteren Böden.

## Systematik
Die Erstbeschreibung von Eucalyptus melanophloia erfolgte 1859 durch Ferdinand von Mueller unter dem Titel Monograph of the Eucalypti of tropical Australia in Journal of the Proceedings of the Linnean Society, Botany, Volume 3, S. 93. Ein Synonym von Eucalyptus melanophloia F.Muell. ist Eucalyptus melanophloia F.Muell. var. melanophloia.
Natürliche Hybriden bildet Eucalyptus melanophloia mit Eucalyptus coolabah, Eucalyptus crebra, Eucalyptus cullenii, Eucalyptus decorticans, Eucalyptus leptophleba, Eucalyptus microtheca, Eucalyptus orgadophila, Eucalyptus populnea, Eucalyptus whitei und Eucalyptus xanthoclada.
Von Eucalyptus melanophloia F.Muell. gibt es zwei bis drei Unterarten:
- Eucalyptus melanophloia F.Muell. subsp. melanophloia
- Eucalyptus melanophloia subsp. nana D.Nicolle & Kleinig
- Eucalyptus melanophloia subsp. ×senta Blakely